# Brixtons muralmåleri
Brixtons muralmåleri är en serie av muralmålerier av lokala konstnärer i Brixton-regionen i London. De flesta målerierna finansierades av Lambeth London Borough Council och Greater London Council efter upploppen i Brixton 1981. Målerierna visar scener från politiken, lokalsamhället och olika idéer. 

## Galleri
Dessa är några av de muralmålerier som ännu ses i Brixton.

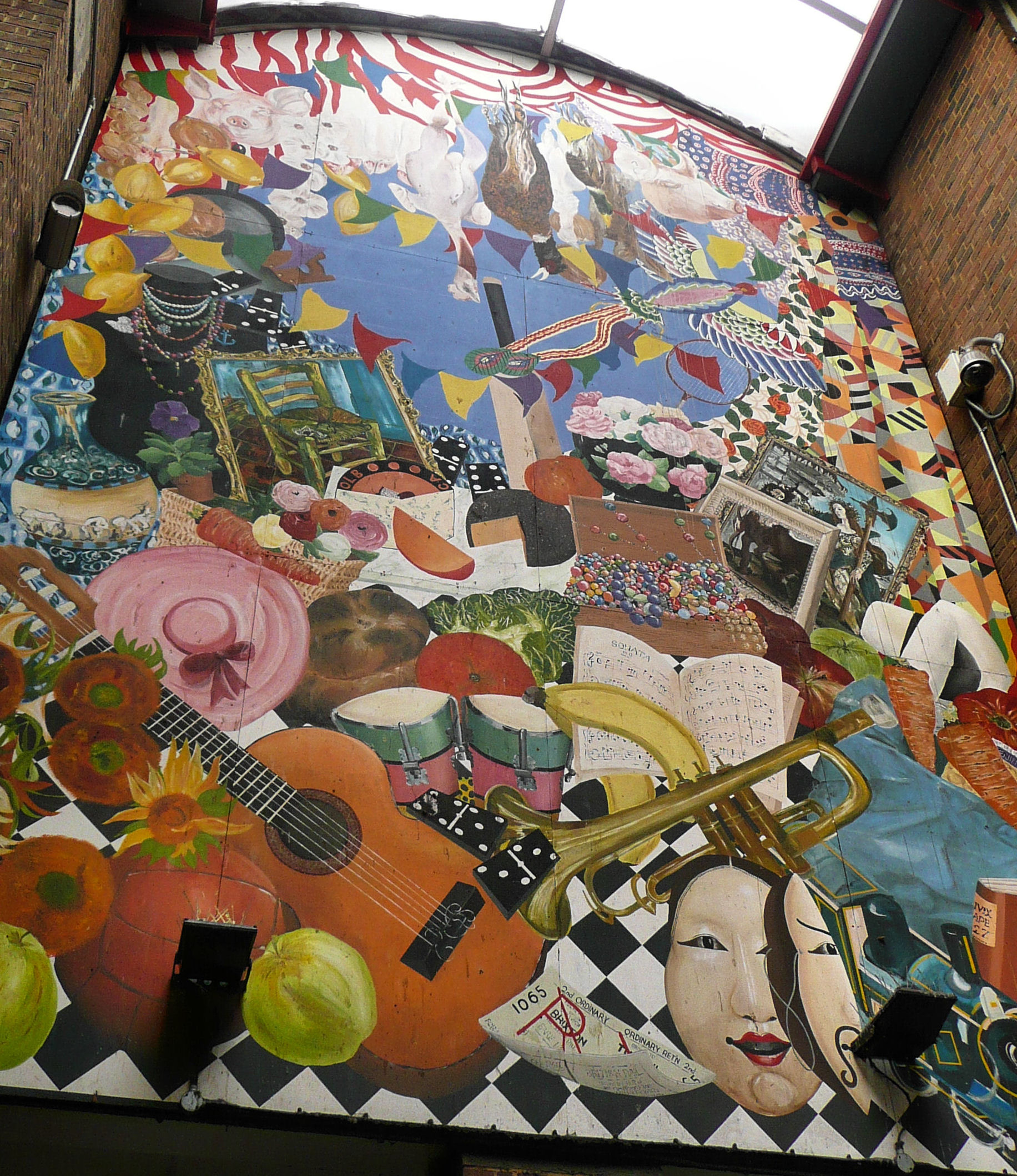
Brixton Station Mural 1
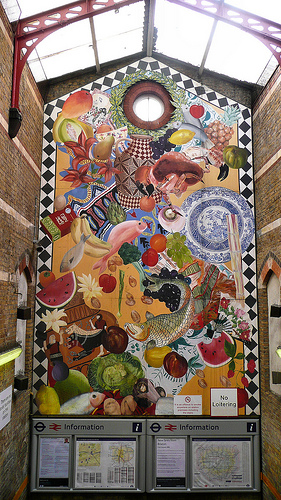
Brixton Station Mural 2